# Добруш
Добруш (на беларуски: Добруш; на руски: Добруш) е град в Беларус, административен център на Добрушки район, Гомелска област. Населението на града е 18 388 души (по приблизителна оценка от 1 януари 2018 г.).